# Thompson International Speedway

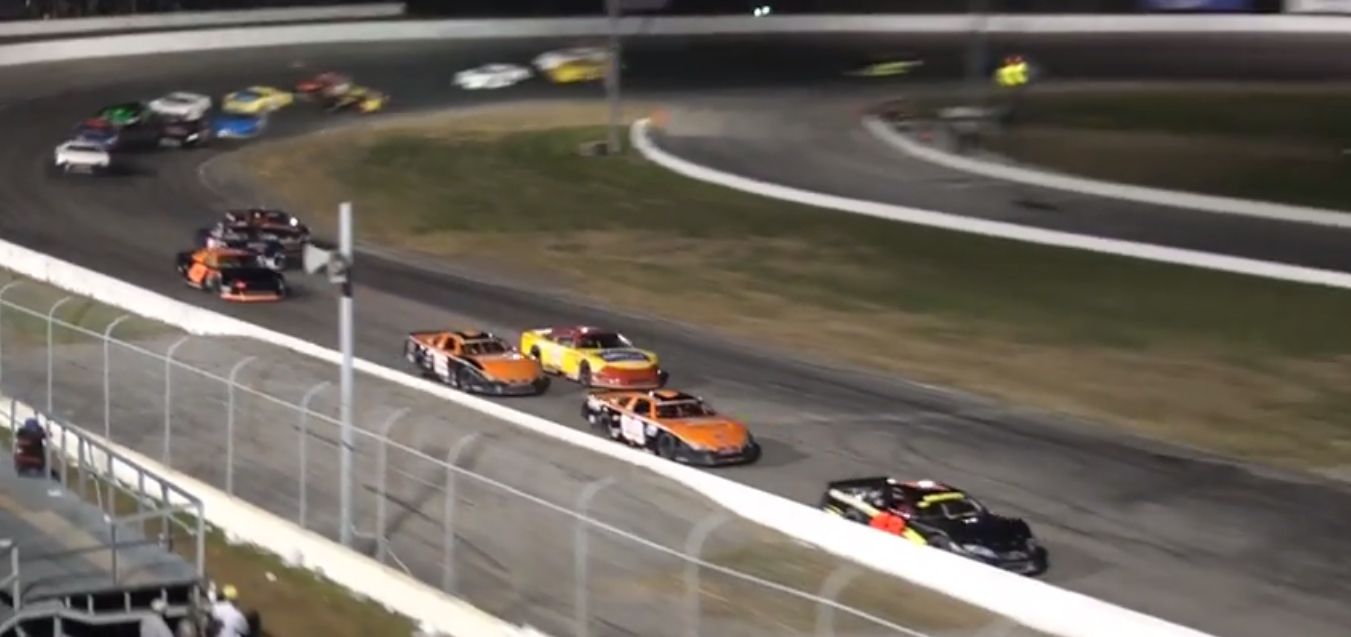
Thompson International Speedway

layout of the circuit

De Thompson International Speedway is een racecircuit gelegen in Thompson, Windham County, Connecticut. Het is een ovaal circuit van 0,625 mijl of 1 km in lengte. Het circuit werd in 1951, 1969 en 1970 gebruikt voor een wedstrijd uit de NASCAR Grand National Series. Momenteel wordt het circuit gebruikt voor de Whelen All-American Series en diverse andere raceklasses.

## Winnaars op het circuit
Winnaars op het circuit uit de Grand National Series.
| Jaar | Race         | Winnaar       | Auto       |
| ---- | ------------ | ------------- | ---------- |
| 1951 | -            | Neil Cole     | Oldsmobile |
| 1969 | Thompson 200 | David Pearson | Ford       |
| 1970 | Thompson 200 | Bobby Isaac   | Dodge      |